# Nella macchina
Nella macchina è un singolo del rapper italiano Marracash, pubblicato il 20 marzo 2015 come terzo estratto dal quarto album in studio Status.

## Descrizione
Quindicesima traccia dell'album, il brano ha visto la partecipazione vocale di Neffa.
Nella macchina è un brano pop rap caratterizzato da una base musicale influenzata da elementi funk ed elettronici. Il rapper ha dichiarato che nel brano la "macchina" sarebbe una metafora che starebbe ad indicare il sistema politico.